# آنتروپوسن: عصر انسان‌زاد
آنتروپوسن: عصر انسان‌زاد (به انگلیسی: Anthropocene: The Human Epoch) یک فیلم مستند کانادایی محصول سال ۲۰۱۸ است که جنیفر بایکوال، نیکلاس دو پنسیر و ادوارد برتینسکی به‌طور مشترک ساختن آن را برعهده داشته‌اند. این فیلم مستند به بررسی مفهوم نوظهور یک دورهٔ زمین‌شناسی به نام آنتروپوسن می‌پردازد که این دوره به‌عنوان سرآغاز تأثیر عمدهٔ فعالیت‌های انسان بر اکوسیستم و ساختار زمین‌شناختی سیاره تعریف می‌شود.
از این فیلم مستند در جشنواره‌های مختلف هنری تقدیر شده و به آن در سال‌های مختلف جوایز متعددی اهدا شده است. این فیلم از منتقدان عموماً نقدهای مثبت دریافت کرده است.

## جزئیات
آنتروپوسن: عصر انسان‌زاد سومین فیلم از مجموعه همکاری‌های بین فیلمسازان جنیفر بایکوال و نیکلاس دو پنسیر با عکاس ادوارد برتینسکی است پس از دو فیلم مناظر ساخته‌شده و واترمارک است. این فیلم مستند به بررسی مفهوم نوظهور یک دورهٔ زمین‌شناسی به نام آنتروپوسن می‌پردازد که این دوره به‌عنوان سرآغاز تأثیر عمدهٔ فعالیت‌های انسان بر اکوسیستم و ساختار زمین‌شناختی سیاره تعریف می‌شود. این مستند، محور اصلی پروژهٔ بزرگتر آنتروپوسن است که با همکاری این سه نفر ایجاد شده است. این پروژه رسانه‌های زیادی را در بر می‌گیرد از جمله انتشار دو کتاب، یکی با محوریت نظرسنجی و دیگری با محوریت عکس، سه تجربهٔ واقعیت افزوده و واقعیت مجازی، و سه «نظرسنجی گیگاپیکسلی»، صدها عکس که برای تشکیل یک عکس عظیم به هم دوخته شده‌اند که تمام این‌ها در نمایشگاه‌های موزه‌ای که در سپتامبر ۲۰۱۸ در گالری هنر انتاریو و گالری ملی کانادا افتتاح شد، به نمایش گذاشته شده‌اند. این بخش‌های دیگر پروژه عمدتاً بازنمایی صحنه‌هایی از فیلم در رسانه‌های مؤثرتر هستند و همگی حول همان مضمون اصلی فیلم یعنی «انسان‌ها و تأثیر ما بر زمین» می‌چرخند. فیلم آنتروپوسن: عصر انسان‌زاد برای اولین بار در جشنوارهٔ بین‌المللی فیلم تورنتو در سال ۲۰۱۸ به نمایش درآمد.

## جوایز
جشنوارهٔ بین‌المللی فیلم تورنتو آنتروپوسن: عصر انسان‌زاد را در دسامبر ۲۰۱۸، در فهرست ده فیلم برتر کانادا در پایان سال قرار داد.
این فیلم در ژانویهٔ ۲۰۱۹، در مراسم جوایز انجمن منتقدان فیلم تورنتو ۲۰۱۸ به‌عنوان برندهٔ جایزهٔ بهترین فیلم کانادایی راجرز اعلام شد. سازندگان این فیلم جایزهٔ ۱۰۰۰۰۰ دلاری خود را به نائب‌قهرمان‌ها و طرحی در جشنوارهٔ فیلم تورنتو که از زنان در سینما حمایت می‌کرد، اهدا کردند.
این فیلم همچنین در ژانویهٔ ۲۰۱۹، جایزهٔ بهترین فیلم مستند کانادایی را از حلقهٔ منتقدان فیلم ونکوور دریافت کرد.
آنتروپوسن: عصر انسان‌زاد در هفتمین دورهٔ جوایز هنرهای تصویری کانادا در سال ۲۰۱۹، جایزهٔ هنرهای تصویری کانادا را در دو بخش بهترین مستند بلند و بهترین فیلمبرداری در یک مستند (که به نیکلاس دو پنسیر اهدا شد) از آن خود کرد.

## بازخورد
این فیلم تا اکتبر ۲۰۲۱، بر پایهٔ ۳۸ نقد، امتیاز ۸۷٪ را در راتن تومیتوز با میانگین امتیاز ۷٫۸/۱۰ کسب کرده است. اجماع نظر منتقدان این وبگاه بر این بوده است که: «آنتروپوسن: عصر انسان‌زاد نگاهی هوشیارانه - و از نظر بصری مسحورکننده - به آسیب‌های زیست‌محیطی وحشتناک ناشی از تمدن مدرن بشر ارائه می‌دهد». این فیلم در متاکریتیک، بر پایهٔ شش نقد، میانگین امتیاز ۷۷/۱۰۰ را کسب کرده است که نشان‌دهندهٔ «نقدهای عموماً مطلوب» است.